# Президентские выборы в Сальвадоре (1972)
Президентские выборы в Сальвадоре проходили 20 февраля 1972 года. В результате победу одержал кандидат Партии национального примирения Артуро Армандо Молина Барраса, получивший 43,4% голосов.
Выборы сопровождались массивными фальсификациями. Партия национального примирения встретила сильную оппозицию, как слева, так и справа. В результате она пыталась склонить выборы в свою пользу путём переноса даты президентских выборов на две недели до парламентских (состоявшихся позже 12 марта 1972 года), чтобы в случае отсутствия большинства голосов за Молину обеспечить партийное большинство в парламенте, который бы одобрил его в качестве президента. 
Несмотря на вбросы голосов за Молину, какое-то время казалось, что победителем окажется кандидат от коалиционного Национального союза оппозиции (в который входили Христианско-демократическая партия, Национальное революционное движение, Националистический демократический союз) христианский демократ Хосе Наполеон Дуарте и его кандидат в вице-президенты Гильермо Мануэль Унго, так как ЦИК объявил, что Дуарте получил на 6 тыс. голосов больше. 
Однако, через три дня молчания были объявлены изменённые данные, по которым с небольшим преимуществом победу одержал Молина, что означало, что Законодательное собрание, где большинство было у Партии национального примирения, должно было решить, кто займёт пост президента. При голосовании в парламенте оппозиция покинула зал, в результате Молина был избран большинством 31-0.

## Результаты
| Кандидат                           | Партия                                         | Голоса  | %     |
| ---------------------------------- | ---------------------------------------------- | ------- | ----- |
| Артуро Армандо Молина Барраса      | Партия национального примирения                | 334 600 | 43,42 |
| Хосе Наполеон Дуарте               | Национальный союз оппозиции (ХДП, НРД, НДС)    | 324 756 | 42,14 |
| Хосе Антонио Родригес Порт         | Сальвадорская народная партия                  | 94 367  | 12,25 |
| Хосе Альберто Медрано              | Объединённый независимый демократический фронт | 16 871  | 2,19  |
| Недействительных/пустых бюллетеней | Недействительных/пустых бюллетеней             | 35 763  | -     |
| Всего                              | Всего                                          | 806 357 | 100   |
| Источник: Nohlen                   |                                                |         |       |